# Sphragisticus nebulosus
Sphragisticus nebulosus är en insektsart som först beskrevs av Carl Fredrik Fallén 1807. Enligt Catalogue of Life ingår Sphragisticus nebulosus i släktet Sphragisticus och familjen Rhyparochromidae, men enligt Dyntaxa är tillhörigheten istället släktet Sphragisticus och familjen fröskinnbaggar. Arten är reproducerande i Sverige. Inga underarter finns listade i Catalogue of Life.